# L'amore infedele - Unfaithful
L'amore infedele - Unfaithful (Unfaithful) è un film del 2002 prodotto e diretto da Adrian Lyne. 
Interpretato da Richard Gere, Diane Lane, Olivier Martinez, Erik Per Sullivan, Chad Lowe e Dominic Chianese, è un adattamento di Alvin Sargent e William Broyles Jr. del film francese del 1969 Stéphane, una moglie infedele di Claude Chabrol. Racconta la storia di una coppia che vive nella periferia di New York il cui matrimonio va pericolosamente male quando la moglie si abbandona ad una relazione con uno sconosciuto incontrato per caso. 
L'amore infedele - Unfaithful ha incassato 52 milioni di dollari in America del Nord e 119,1 milioni di dollari in tutto il mondo. Nonostante le recensioni generalmente contrastanti, Lane ha ricevuto molti elogi per la sua interpretazione: ha vinto premi come miglior attrice dalla National Society of Film Critics e dalla New York Film Critics, ed è stata candidata per un Golden Globe e un Academy Award come miglior attrice.

## Trama
Connie ed Edward Sumner sono una coppia agiata. In una giornata con violente raffiche di vento, Connie si scontra con un ragazzo: cade, si ferisce a un ginocchio e lo sconosciuto le offre cure e riparo in casa sua. In quel momento passa un taxi vuoto, ma lei decide di accettare l'offerta del giovane Paul Martel, un affascinante libraio. Più tardi, Connie inizia a sentirsi attratta e decide di andarsene. Lui, salutandola, le regala un libro di poesie.
Il mattino seguente, Connie trova nel libro regalatole da Paul un suo biglietto da visita. Con la scusa di volerlo ringraziare, lo chiama e riceve un invito per un caffè. Di fronte a Paul, dapprima esita riflettendo sull'errore che sta compiendo, poi lascia la casa, ma è costretta a tornarvi per recuperare il cappotto dimenticato; Paul la porta a letto, dove fanno sesso. Sul treno verso casa, Connie ripensa al rapporto appena avuto con Paul, alternando gioia e pentimento: ricordando il momento in cui Paul le ha levato la biancheria intima, fugge nel bagno del treno per levarsi gli slip e per lavarli, come a voler cancellare l'atto appena compiuto.
In seguito, Connie e Paul instaurano una relazione sentimentale fortemente passionale, mentre in Ed inizia a prendere corpo il sospetto, notando il distacco della donna anche dal figlio Charlie e la frequenza con cui prende il treno per New York. Dopo che un collega, durante una lite, gli fa intuire che sua moglie lo tradisce, Ed assume un detective per seguire Connie: ne riceve delle immagini che provano il tradimento. Nel frattempo, Connie, sempre più combattuta, incontra casualmente Paul con un'altra ragazza e si rende conto di essere solo "quella del giovedì". Connie è stufa della situazione, cerca di andarsene, ma è raggiunta da Paul con cui ha nuovamente un rapporto sessuale.
Ed, che aveva seguito la moglie, aspetta che questa se ne vada, dopodiché decide di incontrare il rivale. Nell'appartamento di Paul, i due si scambiano poche fredde battute sorseggiando un drink. Ed percepisce nell'ambiente i segni del passaggio di Connie e, soprattutto, nota una sfera di neve che lui stesso le aveva regalato per la sua collezione. Ed, stordito e confuso, con la sfera colpisce Paul, che muore dissanguato. Ripresa lucidità, cancella con attenzione le prove e occulta il cadavere in una discarica.
Pochi giorni dopo, due agenti di polizia si presentano a casa della coppia, grazie al numero di telefono trovato a casa dello scomparso Paul Martel: Connie nega di averlo frequentato. Suo marito la aiuta a difendersi, anche quando gli agenti tornano dopo la scoperta del corpo. La donna trova le fotografie in una tasca di Ed e nota che il globo con la neve è misteriosamente riapparso in casa.
Ed le confessa tutto e la rimprovera di aver abbandonato la sua famiglia. I due danno parvenza di ricostruire il loro matrimonio e si ritrovano in auto, con il figlio addormentato, davanti al commissariato a riflettere sul da farsi, mentre le tre luci del semaforo si alternano illuminando i loro volti. Connie sussurra che potrebbero lasciare il paese e assumere nuove identità; Edward è d'accordo, e la consola mentre sua moglie piange.

## Produzione

### Sviluppo
Secondo l'attore Gere, una prima bozza della sceneggiatura presentava i Sumner come affetti da una relazione sessuale disfunzionale, dando a Connie qualche giustificazione per avere una relazione. Secondo l'attore e il regista Lyne, lo studio voleva cambiare la trama in modo che i Sumner avessero un brutto matrimonio senza sesso, creando maggiore simpatia per Connie. Entrambi gli uomini si opposero al cambiamento; Lyne, in particolare, ha ritenuto che i suggerimenti dello studio avrebbero privato il film di qualsiasi dramma: «Volevo due persone perfettamente felici. Amavo l'idea della natura totalmente arbitraria dell'infedeltà». Il rapporto dei Sumner è stato riscritto come un buon matrimonio, con la sua relazione frutto di un incontro casuale.

### Pre-produzione
Durante la pre-produzione, i produttori ricevettero un'audizione videoregistrata da Olivier Martinez, che è poi stato selezionato per Paul. Il suo personaggio è stato interpretato come francese una volta che Martinez è stato scelto. Lyne disse: «Penso che aiuti a capire come Connie potrebbe essere entrata in questa faccenda: è molto affascinante, e fa anche cose ordinarie». Una volta scelto per il ruolo, Martinez, con l'approvazione di Lyne, ha cambiato alcuni dei suoi dialoghi e la scena in cui seduce per la prima volta il personaggio di Lane, mentre lei sta guardando un libro in Braille. Secondo Martinez, «la storia che è stata inventata prima era molto più sensuale, erotica e chiara».
Lyne ha scelto Lane per il ruolo di Constance "Connie" Summers dopo averla vista nel film A Walk on the Moon - Complice la luna. Sentiva che l'attrice «respira una certa sessualità. Ma è comprensiva e penso che così tante donne sexy tendano ad essere dure allo stesso tempo». Lyne voleva anche che Gere e Lane aumentassero di peso per ritrarre il comfort di una coppia di mezza età, in particolare il primo.
Lyne ha chiesto al direttore della fotografia Peter Biziou, con il quale ha realizzato 9 settimane e ½, di girare Unfaithful. Durante la pre-produzione, Biziou, Lyne e lo scenografo Brian Morris hanno utilizzato una raccolta di fotografie come riferimenti di stile. Questi includevano foto di riviste di moda e scatti di importanti fotografi.

### Riprese
Inizialmente la storia avrebbe dovuto essere ambientata su esterni innevati, ma l'idea è stata accantonata. Le riprese principali sono iniziate il 22 marzo 2001 e si sono concluse il 1º giugno seguente, con Lyne che girava in continuità quando possibile. Il film è stato girato principalmente a New York City. Durante la sequenza della tempesta di vento in cui Connie incontra Paul per la prima volta, ha piovuto e Lyne ha utilizzato le condizioni meteorologiche nuvolose per le scene di strada. Il regista ha anche preferito girare interni pratici in esterni in modo che gli attori potessero «sentire un intimo senso di appartenenza», ricorda Biziou. Il direttore della fotografia ha anche utilizzato il più possibile la luce naturale.
Spesso, la regia di Lyne ha avuto un impatto evidente sul cast e sulla troupe. In una scena che si svolge in un ufficio, il regista ha riempito la stanza di fumo per creare un effetto che «rende i colori meno contrastati, più tenui». Secondo Biziou, «La trama che dà aiuto a differenziare e separare i vari livelli di densità di oscurità più indietro nel fotogramma». Il fumo veniva convogliato per 18-20 ore al giorno e Gere ricorda: «Ci stavano soffiando la gola. Avevamo un dottore speciale che era lì quasi tutto il tempo che riempiva le persone con antibiotici per le infezioni bronchiali.» Lane ha acquisito una bombola di ossigeno per resistere al programma rigoroso.
Il film contiene molte scene di sesso esplicito, incluso un appuntamento nel bagno di un ristorante e uno scambio appassionato nel corridoio di un condominio. Le riprese ripetute di Lyne per queste scene erano impegnative per gli attori, specialmente per Lane, che doveva essere emotivamente e fisicamente in forma per le scene. Per prepararsi alla scena d'amore iniziale tra Paul e Connie, Lyne ha chiesto agli attori di guardare clip di Attrazione fatale, Cinque pezzi facili e Ultimo tango a Parigi. Lane e Martinez avrebbero anche parlato delle scene nella sua roulotte in anticipo. Una volta sul set, si sono sentiti a disagio fino a quando non sono state fatte diverse riprese. Ha detto: «Il mio livello di comfort con esso doveva semplicemente recuperare rapidamente se volevo essere l'attrice per interpretarlo». Martinez non era a suo agio con la nudità e Lane ha detto che Lyne girava spesso un intero rullino di film, «quindi una ripresa durava fino a cinque riprese. Alla fine, sei fisicamente ed emotivamente distrutto».
Lane non aveva incontrato Martinez prima delle riprese e non si sono conosciuti bene durante le riprese, rispecchiando il rapporto tra i rispettivi personaggi. Quattro settimane intere di riprese sono state dedicate alle scene nel loft di Paul, che si trovava al terzo piano di un edificio di sei piani situato in Greene Street. Biziou usava spesso due telecamere per le scene intime del film per ridurre il numero di riprese da girare.

### Post-produzione
Lyne ha girato cinque diversi finali di Unfaithful sulla base delle sue esperienze con Attrazione fatale, il cui finale iniziale è stato rifiutato dal pubblico di prova. Secondo Lyne, ha avuto qualche dibattito con i funzionari della 20th Century Fox, che volevano «rendere grigio il matrimonio, il sesso cattivo. Ho combattuto contro questo. Ho cercato di esplorare la colpa, la gelosia, ecco a cosa sono interessato.» Allo studio non è piaciuto il finale "enigmatico" del film, che non ha ritenuto di punire i crimini commessi dai personaggi. Ha imposto una "linea finale" di Hollywood "particolarmente stridente", che ha fatto arrabbiare Gere.
A seguito delle reazioni negative del pubblico di prova, lo studio ha ripristinato il finale originale. Poche settimane prima dell'uscita del film nelle sale, Lyne ha chiesto a Gere e Lane di tornare a Los Angeles per le riprese del finale. Lyne ha affermato che il nuovo finale era più ambiguo dell'originale ed era quello originale dello sceneggiatore Alvin Sargent. Lyne ha anche pensato che il nuovo finale «sarebbe stato più interessante e avrebbe suscitato più discussioni», dicendo che intenzionalmente «voleva fare un finale più ambiguo, che trattasse il pubblico in modo molto più intelligente».

## Accoglienza

### Incassi
L'amore infedele - Unfaithful è uscito in 2.617 sale negli Stati Uniti il 10 maggio 2002 e ha incassato 14 milioni di dollari nel primo fine settimana, con una media di 5.374 dollari per schermo. Ha guadagnato $ 52 milioni negli Stati Uniti e in Canada e un totale di $ 119 milioni in tutto il mondo, ben al di sopra del suo budget di $ 50 milioni.

### Critica
Il film ha ricevuto recensioni contrastanti, anche se Diane Lane ha ottenuto ampi elogi per la sua interpretazione. Attualmente ha un 50% di gradimento su Rotten Tomatoes sulla base di 166 recensioni, con una valutazione media di 5,78/10. Il consenso recita: «Diane Lane brilla nel ruolo, ma il film non aggiunge nulla di nuovo al genere e la risoluzione è insoddisfacente». Metacritic ha assegnato al film un punteggio medio ponderato di 63 su 100, basato su 34 critici, indicando "recensioni generalmente favorevoli".
Il critico cinematografico della CNN Paul Tatara ha scritto: «Quando ho visto questo il pubblico stava ridacchiando nei momenti sbagliati, e questo è un brutto segno quando dovrebbe avere un infarto collettivo». Il critico di Entertainment Weekly Owen Gleiberman ha assegnato al film un voto "A-" e ha elogiato Lane per aver offerto «la performance più importante della sua carriera», scrivendo che «è una rivelazione. Il gioco di lussuria, romanticismo, degrado e il senso di colpa sul suo volto è la vera storia del film». Sul Los Angeles Times, il critico Kenneth Turan ha scritto: «L'unica interprete che riesce a entrare nel suo personaggio è Lane. Che si tratti della sua iniziale esitazione semi-diffidente, del suo successivo abbandono sensuale o della sua infinita ambivalenza, la sua Connie sembra vivere il ruolo in un modo in cui nessun altro eguaglia, un modo a cui tutti possiamo connetterci».
Nella sua recensione per il Washington Post, Stephen Hunter ha scritto: «Alla fine, Unfaithful ti lascia scoraggiato e scontroso: tutti quei soldi spesi, tutto quel talento sprecato, tutto quel tempo andato per sempre, e per cosa? È un film cattivo che non fa impazzire nessuno.» David Ansen, nella sua recensione per Newsweek, ha scritto: «Unfaithful mostra quanto Lyne può essere  un regista potente, sexy e intelligente. È un peccato che sostituisca i meccanismi della suspense alla vera suspense di ciò che accade tra un uomo e una donna, un marito e una moglie.» Andrew Sarris, nella sua recensione per il New York Observer, scrisse: «In definitiva Unfaithful è l'evasione nella sua forma più pura, e sono disposto a sperimentarlo a quel livello, anche se con tutta la gioia pura in mostra, non c'è quasi umorismo», e ha concluso che era «uno dei pochissimi film mainstream attualmente diretti esclusivamente agli adulti».
Entertainment Weekly ha classificato L'amore infedele - Unfaithful al 27º posto nella lista dei 50 film più sexy di sempre.

## Riconoscimenti
- 2003 - Premio Oscar
  - Candidatura Migliore attrice protagonista a Diane Lane
- 2003 - Golden Globe
  - Candidatura Migliore attrice in un film drammatico a Diane Lane
- 2003 - Screen Actors Guild Award
  - Candidatura Migliore attrice protagonista a Diane Lane
- 2002 - Satellite Award
  - Migliore attrice in un film drammatico a Diane Lane
- 2003 - Critics' Choice Awards
  - Candidatura Miglior attrice protagonista a Diane Lane
- 2002 - Chicago Film Critics Association Award
  - Candidatura Migliore attrice protagonista a Diane Lane
- 2003 - Costume Designers Guild Awards
  - Candidatura Migliori costumi a Ellen Mirojnick
- 2003 - Gold Derby Awards
  - Candidatura Miglior attrice a Diane Lane
- 2002 - Golden Schmoes Awards
  - Candidatura Miglior attrice dell'anno a Diane Lane
  - Candidatura Miglior T&A dell'anno a Diane Lane
- 2003 - International Online Cinema Awards
  - Candidatura Miglior attrice a Diane Lane
- 2003 - Italian Online Movie Awards
  - Candidatura Miglior attrice a Diane Lane
- 2003 - Golden Reel Award
  - Candidatura Miglior montaggio sonoro a Christopher Kennedy, Joe Lisanti e Johnny Caruso
- 2003 - National Society of Film Critics Awards
  - Miglior attrice protagonista a Diane Lane
- 2002 - New York Film Critics Circle Awards
  - Miglior attrice protagonista a Diane Lane
- 2003 - Online Film & Television Association Awards
  - Candidatura Miglior attrice a Diane Lane
- 2003 - Online Film Critics Society Awards
  - Candidatura Miglior attrice protagonista a Diane Lane
- 2003 - Phoenix Film Critics Society Awards
  - Candidatura Miglior attrice protagonista a Diane Lane
- 2003 - Vancouver Film Critics Circle Awards
  - Candidatura Miglior attrice protagonista a Diane Lane